# 哈利姆·珀达纳库苏马国际机场
哈利姆·珀达纳库苏马国际机场，印尼华人常简称为哈林机场，是位于印度尼西亚首都雅加达东南的一座机场。机场驻有印尼空军第一作战司令部，所辖军事区覆盖苏门答腊岛、西加里曼丹省、万丹省、西爪哇省、雅加达首都特区、部分中加里曼丹省和部分中爪哇省。除了定期的商业航班和军事用途之外，哈利姆机场也是印尼总统主要使用的机场，同时也为私人飞机提供服务，其他政府官员也被允许使用该机场。哈利姆·珀达纳库苏马国际机场是印尼国内及国际公务机到达和离港的主要机场。
2014年1月10日，哈利姆·珀达纳库苏马国际机场开始为定期商业航班提供服务，以缓解苏加诺-哈达国际机场拥挤的情形。连城航空是哈利姆机场重开商业航班后首家通航该机场的航空公司。

## 历史

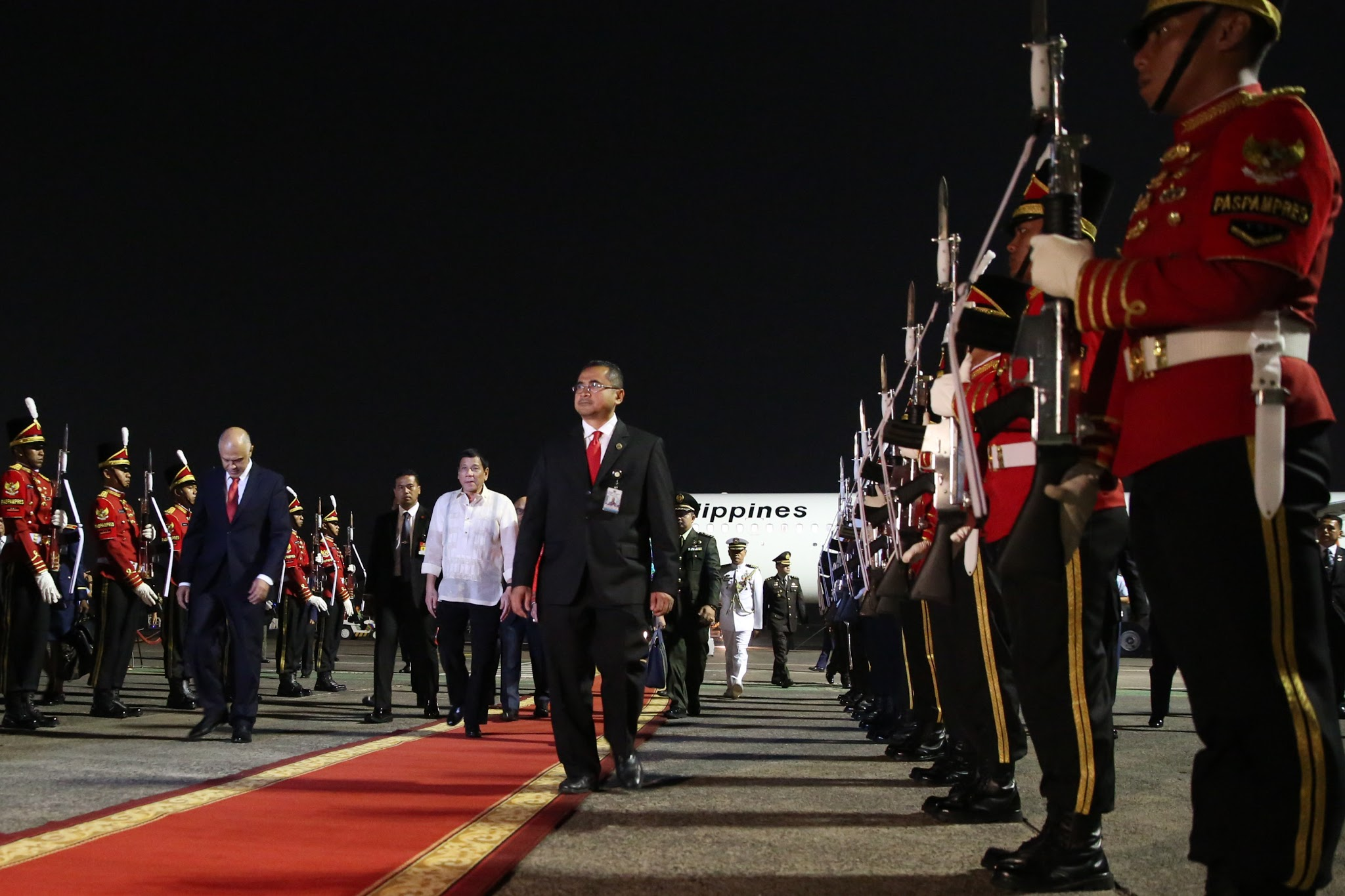
哈林机场是印尼中央政府及总统使用的主要机场，图为菲律宾总统罗德里戈·杜特尔特在2016年9月9日抵达哈林机场所摄的照片

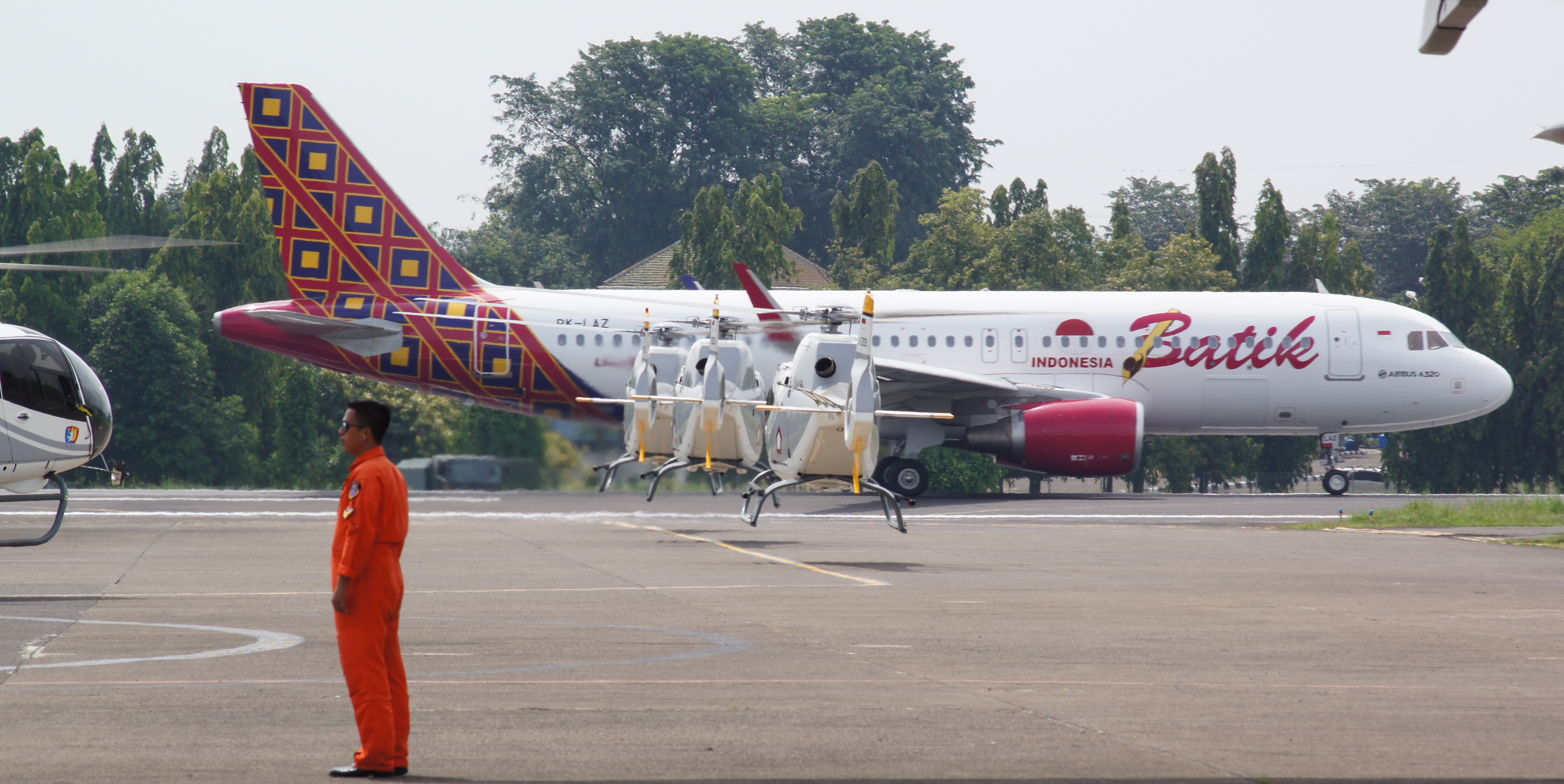
印尼空军三架欧直EC120直升机和巴泽航空的一架空客A320

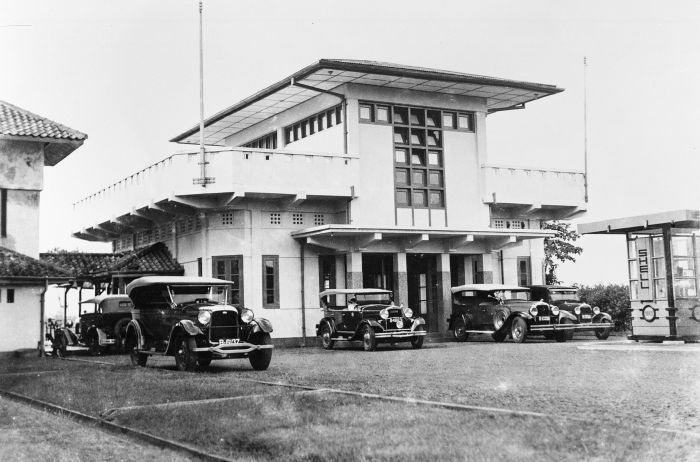
1915-1925年间原吉利利坦飞行场的到达大厅

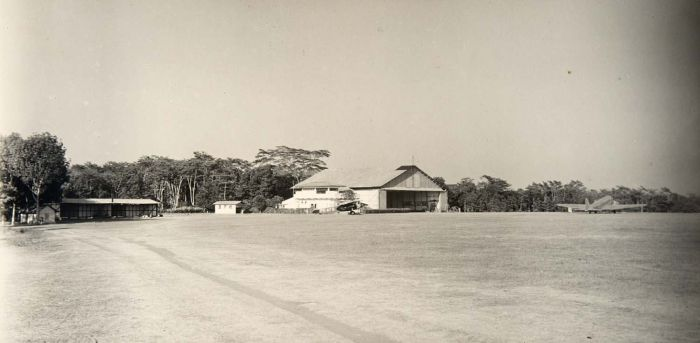
1925-1935年间的原吉利利坦飞行场

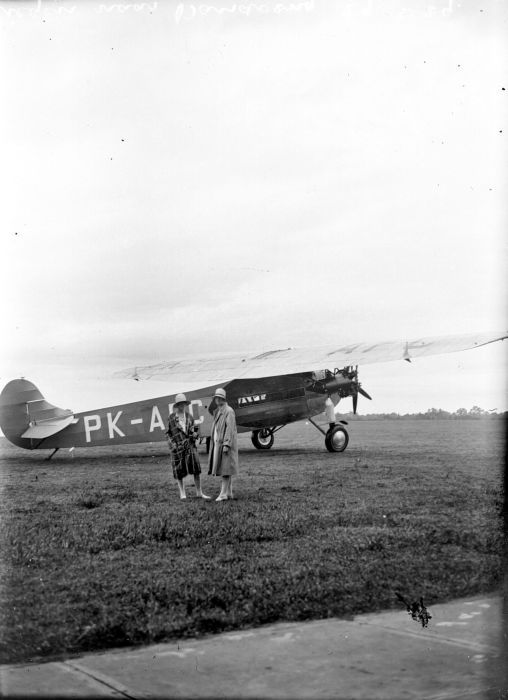
1929年在吉利利坦飞行场的福克F.VII飞机

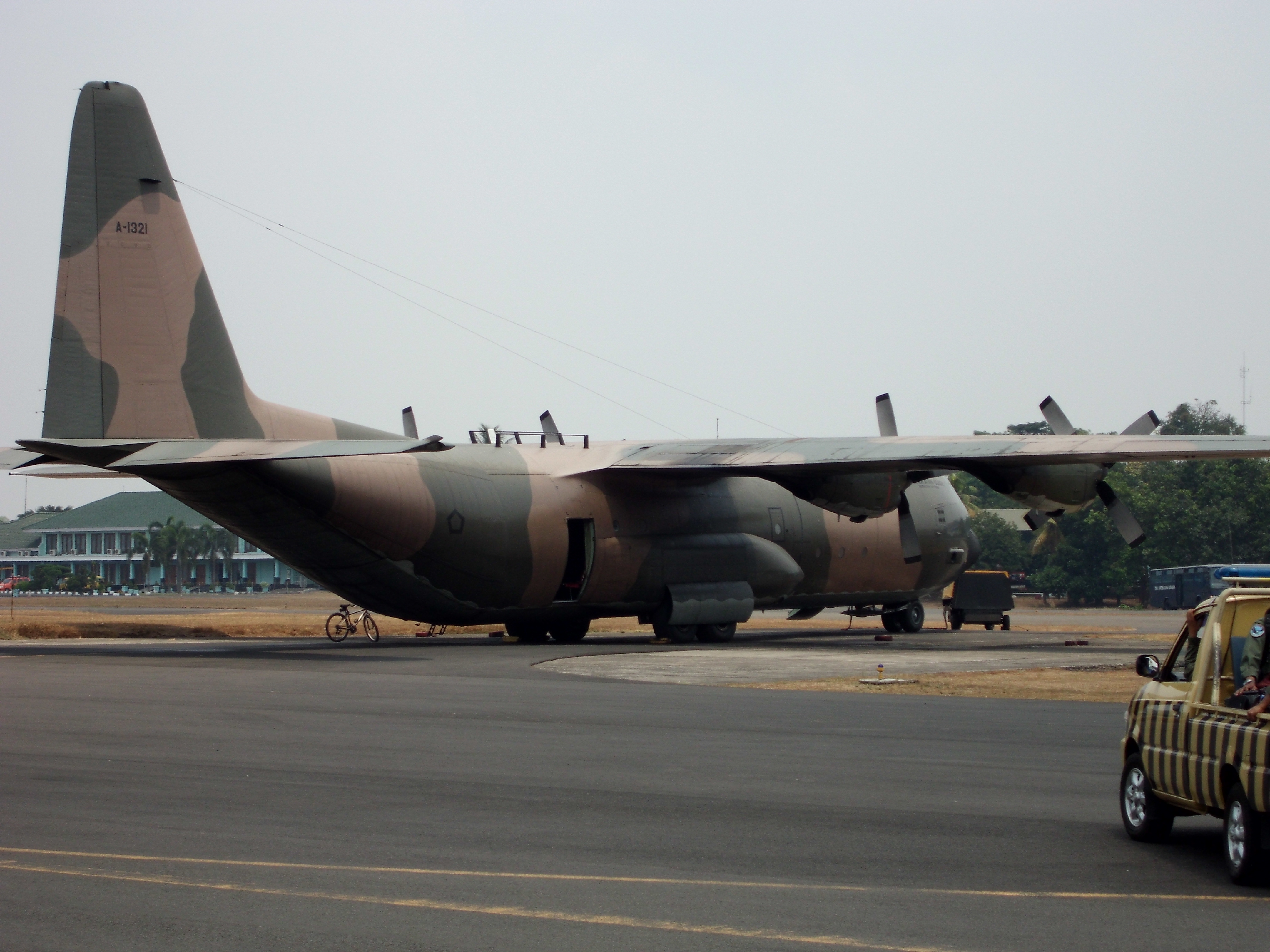
印尼空军的运输机

哈利姆机场以民族英雄、空军副元帅哈利姆·珀达纳库苏马为名。现在机场是数量庞大的涡轮螺旋桨飞机、包机及通用航空公司的基地，也是印尼空军的一个主要基地，印尼空军有4个中队驻扎在这里：第2中队、第17中队、第31中队和第45中队。
最初机场名为“吉利利坦机场”（Tjililitan）以其所在的镇区为名。首班从这里起航的飞机是荷兰皇家印度航空1928年11月1日从该机场经停万隆飞往泗水的航班。1929年，荷兰皇家印度航空创下了当时跨大陆飞行的世界纪录，耗时10天跨越14,500公里，从荷兰飞到巴达维亚，经停多个国家后飞机在吉利利坦机场平安降落。5年后的1934年，从荷兰到巴达维亚的飞行时间缩短到5.5天，使用机型为道格拉斯DC-2。
1950年6月20日，荷兰将机场交给印度尼西亚；1952年更名为“哈利姆·珀达纳库苏马空军基地”。1984年8月13日，印尼机场管理局第二机场经营公司开始负责机场的运作。
作为一个民用机场，哈利姆机场与马腰兰机场一同是雅加达的两个主要机场之一，直到1985年在唐格朗的新机场苏加诺-哈达国际机场建成。在那之前哈利姆机场服务所有飞往雅加达的国际航线，而马腰兰机场则服务国内航班。1985年马腰兰机场被关闭，哈利姆机场成为雅加达的次要机场，主要任务是在之后的29年内为包机航班、通用航空提供服务以及作为飞行学校的基地。1990年代，印尼民航总局规定哈利姆机场将只为非定期航班以及100座以下的小型飞机定期航班提供服务。
为了缓解苏加诺-哈达国际机场的拥挤状态，哈利姆机场管理方宣布每小时为定期航班提供60架次的服务，2013年前往麦加的朝觐者使用了该机场。从2014年开始，哈利姆机场为国内定期航班提供服务，限制年旅客量为220万人，2013年仅有20余万人（承载能力过剩），到2016年，全年旅客量则高达560余万，远超其服务承载能力。
目前印尼政府正在计划修建一条机场快速铁路连接哈利姆机场和苏加诺-哈达国际机场，2013年12月进行了可行性研究。此外，雅加达政府计划拓展到哈利姆机场的道路，以缓解查旺附近地区拥堵的交通。

## 航空公司和目的地
| 航空公司   | 目的地 |
| ---------- | --- |
| 巴泽航空   | 安汶、巴厘巴板、班达亚齐、班达楠榜、巴淡、明古鲁、登巴萨、古邦、望加锡、玛琅、马塔兰、棉兰、巴东、巨港、帕卢（2017年8月30日开始）、北干巴鲁、三宝垄、苏拉卡尔塔、泗水、日惹 |
| 连城航空   | 登巴萨、玛琅、马塔兰、棉兰、巴东、巨港、三宝垄、苏拉卡尔塔、泗水、日惹 |
| 佩利达航空 | 包机：芝拉扎、杜迈、马塔克岛 |
| 苏西航空   | 芝拉扎、庞岸达兰 |
| 翎亞航空   | 杜迈、帕加拉兰 包机：马塔克岛 |
| 风翼航空   | 万隆、打横 |

## 机场快速铁路
机场到机场快速铁路的可行性研究已经完成，准备进行资格预审。快速铁路初步计划从苏加诺-哈达国际机场到芒加莱（Manggarai），但是为了满足哈利姆·珀达纳库苏马国际机场交通的需要，铁路线将从芒加莱延伸到哈利姆机场。线路总长为33公里，路线为：哈利姆－查旺－丹拿望（Tanah Abang）－苏迪曼（Sudirman）－珊瑚新村（Pluit）－苏哈机场2号和3号航站楼，线路由地面、地下和高架部分组成，已获得印尼交通部的同意（2013年第1264号部级条例，印尼语：Peraturan Menteri Nomor 1264 Tahun 2013）。快速铁路的单程运行时间为30分钟，该段路程驾车时间长达1至3小时。

## 事故和事件
- 1982年6月24日，英国航空9号班机一架波音747-200飞越由加隆贡火山喷出的火山灰云层时，发动机涡轮叶片被火山灰覆盖，导致所有四个引擎故障。该航班原计划由伦敦希思罗机场飞往新西兰奥克兰国际机场，机组决定迫降雅加达，最终安全着陆。[18]
- 2012年5月9日，一架新的苏霍伊超级喷气机100搭载着40多人，在为潜在客户及记者进行示范飞行时失联，原计划该架苏霍伊超级喷气机100从哈利姆机场起飞前往西爪哇省苏加武眉县的帕拉布汉拉图（英语：Palabuhanratu）。于当地时间下午2:21分在薩拉火山墜機，机上45人全数罹难。[19][20]
- 2012年6月21日，一架印尼空军福克F27友谊式客机在着陆时坠毁并击中哈利姆机场附近的一间民宅。
- 2016年4月4日，巴泽航空7703号班机（英语：Batik Air Flight 7703）（一架波音737-800，注册号为PK-LBS）与同时滑行的一架翎亞航空ATR 42相撞，波音737的机翼尖端切到ATR螺旋桨飞机的尾部，波音737的翼尖爆发出火焰但是很快就熄灭，事故中没有人员伤亡[21]。

## 资料来源
1. 1 2  . www.cnnindonesia.com. 2016-03-03  [2017-07-28]. （原始内容存档于2019-11-29）. Bandara dikelola secara bersama oleh Inkopau (Induk Koperasi Angkatan Udara) dan PT Angkasa Pura II ; Sengketa pengelolaan Bandara Halim disebut bermula ketika TNI AU dan Direktorat Jenderal Perhubungan Udara menugaskan PT Angkasa Pura II untuk mengelola Bandara Halim pada 13 Agustus 1984.
2. ↑  . www.shangbaoindonesia.com. 印度尼西亚商报. 2017-04-09  [2017-12-19]. （原始内容存档于2017-12-22）.
3. ↑  . 雅加达邮报. 2010-09-01  [2010-09-16]. （原始内容存档于2015-08-17）.
4. ↑  . tni-au.mil.id.   [2017-07-28]. （原始内容存档于2017-07-28）.
5. ↑  . 2014-01-10  [2017-07-27]. （原始内容存档于2019-11-29）.
6. 1 2  . merdeka.com. 2014-01-10  [2017-07-28]. （原始内容存档于2019-08-10）.
7. 1 2  . kaskus.co.id.   [2017-07-28]. （原始内容存档于2020-06-04）.
8. ↑  . bandarahalimperdanakusuma.wordpress.com.   [2017-07-28]. Bandar udara ini juga digunakan sebagai markas Komando Operasi Angkatan Udara I TNI-AU.
9. ↑  Singgih Handoyo; Dudi Sudibyo. . Penerbit Buku Kompas. 2011: 151–  [2012-05-22]. ISBN 978-979-709-547-5.
10. ↑  . halimperdanakusuma-airport.co.id.   [2017-07-28]. （原始内容存档于2020-02-08）.
11. ↑  . www.tiketturindo.com.   [2017-07-28]. （原始内容存档于2019-08-11）.
12. 1 2  . 2013-12-21  [2017-07-27]. （原始内容存档于2019-11-28）.
13. ↑  . 2013-07-24  [2017-07-27]. （原始内容存档于2019-11-29）.
14. 1 2  .   [2014-01-13]. （原始内容存档于2014-01-16）.
15. ↑  .   [2017-07-27]. （原始内容存档于2017-05-12）.
16. ↑  . Sekretariat Daerah Kota Pagar Alam. 2016-03-12  [2017-05-08]. （原始内容存档于2017-05-12）.
17. ↑  . transnusa.co.id. 鸽子穿越航空. （原始内容存档于2017-07-29）.
18. ↑  . BBC News. 2010-04-15  [2017-07-27]. （原始内容存档于2019-05-15）.
19. ↑  . RT (RT.com). 2012-05-09  [2012-05-11]. （原始内容存档于2020-11-12）.
20. ↑  MacKinnon, Ian. . The Daily Telegraph (Telegraph.co.uk). 2012-05-10  [2012-05-10]. （原始内容存档于2020-06-03）.
21. ↑  . AVHerald.   [2016-04-04]. （原始内容存档于2020-01-31）.